# Кичевски октоих
Кичевският октоих, наричан също Белградски октоих, e среднобългарски книжовен паметник от XIII век. Представлява октоих, написан на кирилица.
Първоначално е съдържал служби за всичките 8 гласа, но са запазени само тези от 4 до 8 глас. Наличието на троични канони за всенощното бдение в събота е особеност в състава на ръкописа.
До 1926 година Кичевският октоих се намира в църквата „Свети Атанасий“ в село Премка, Кичевско, където е открит от Тома Смилянич Брадина. Оттам единият дял е предаден в Скопския музей, а другите два са продадени през 1950 година на Народната библиотека в Белград.
В Белград части от ръкописа се пазят на две места: в Музея на Сръбската православна църква (сбирка на Груич З.I.110) и в Народната библиотека на Сърбия (№ 104).

## Издания
- Поп-Атанасов, Ѓ. Кичевскиот октоих: македонски споменик од XIII в. Скопје, 2000